# Saint-Laurent-des-Bois (Eure)
Saint-Laurent-des-Bois település Franciaországban, Eure megyében. Lakosainak száma 245 fő (2022. január 1.). Saint-Laurent-des-Bois Champigny-la-Futelaye, Bois-le-Roi, Croth, Marcilly-sur-Eure és Lignerolles községekkel határos.

## Népesség
A település népessége az elmúlt években az alábbi módon változott:
| Lakosok száma | 58   | 102  | 184  | 195  | 244  | 246  | 248  | 246  | 246  | 245  |
|               | 1968 | 1982 | 1990 | 2006 | 2013 | 2015 | 2017 | 2019 | 2020 | 2022 |